# Mezzenile
Mezzenile (Mesnil in piemontese e in francese, Misinì in francoprovenzale) è un comune italiano di 734 abitanti della città metropolitana di Torino in Piemonte. Mezzenile va da un'altitudine minima di 533 m ad un massimo di 2343 m s.l.m.

## Geografia fisica

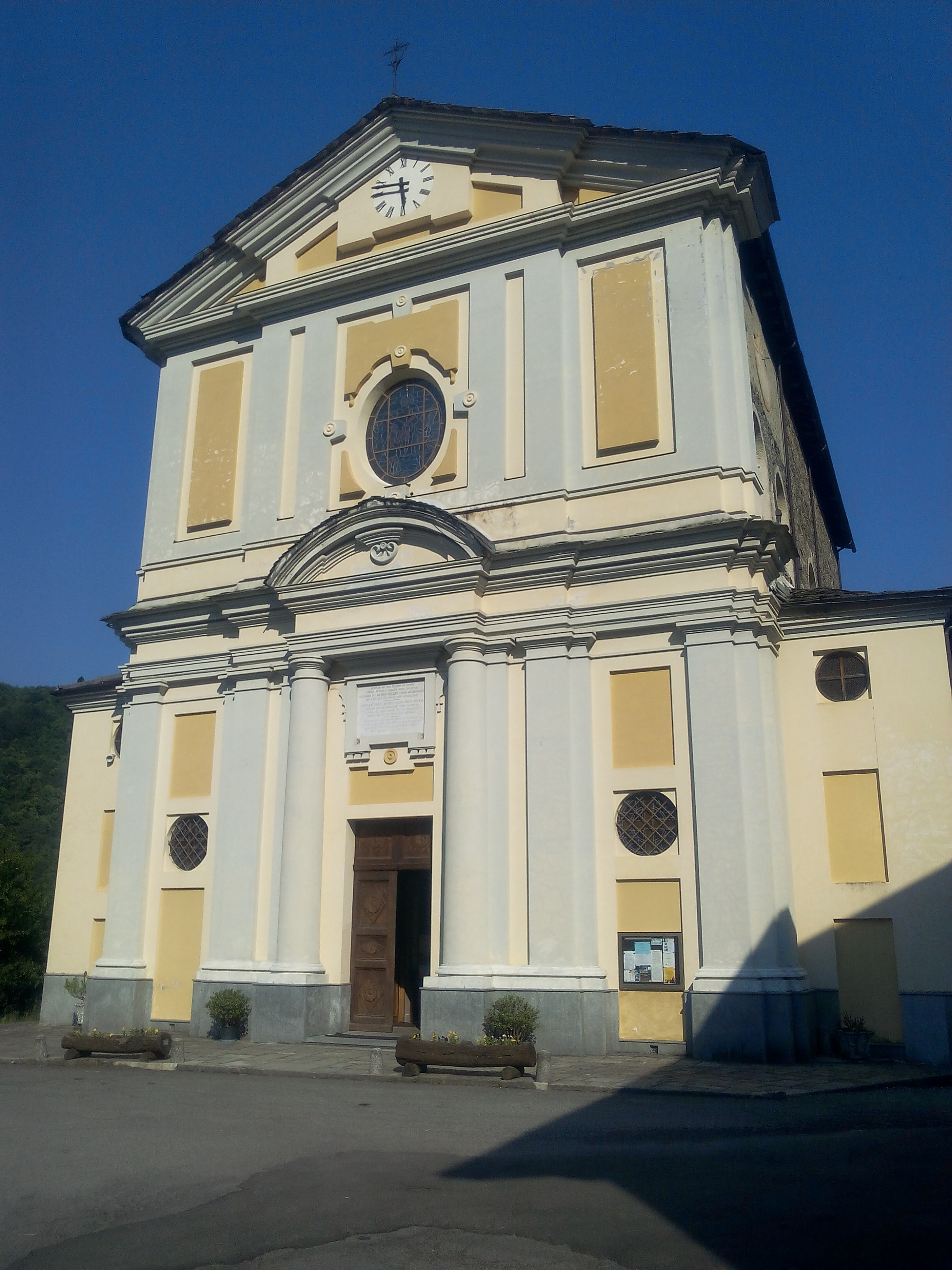
La parrocchia

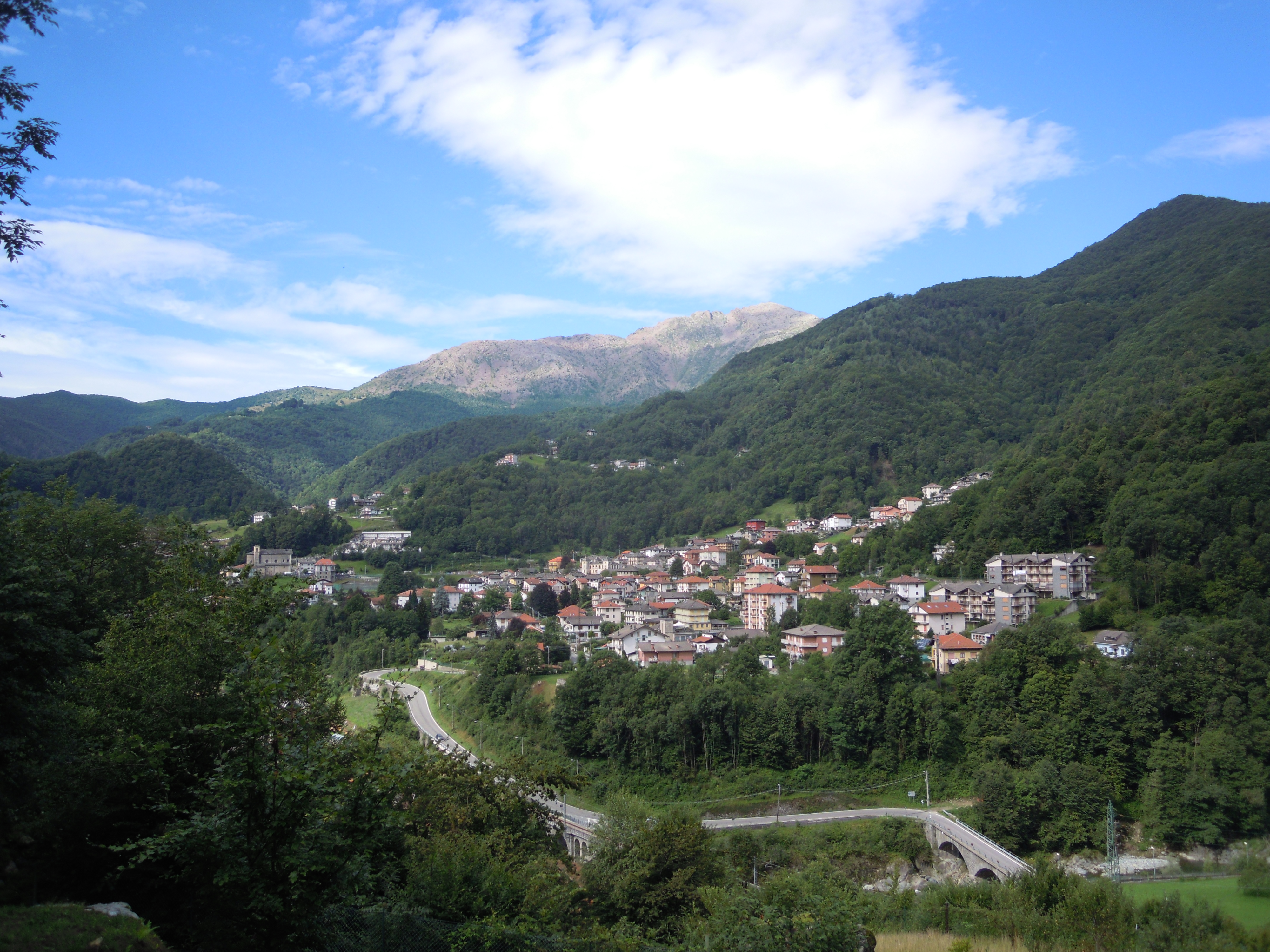
Panoramica e sullo sfondo, Rocca Moross, 2135 slm

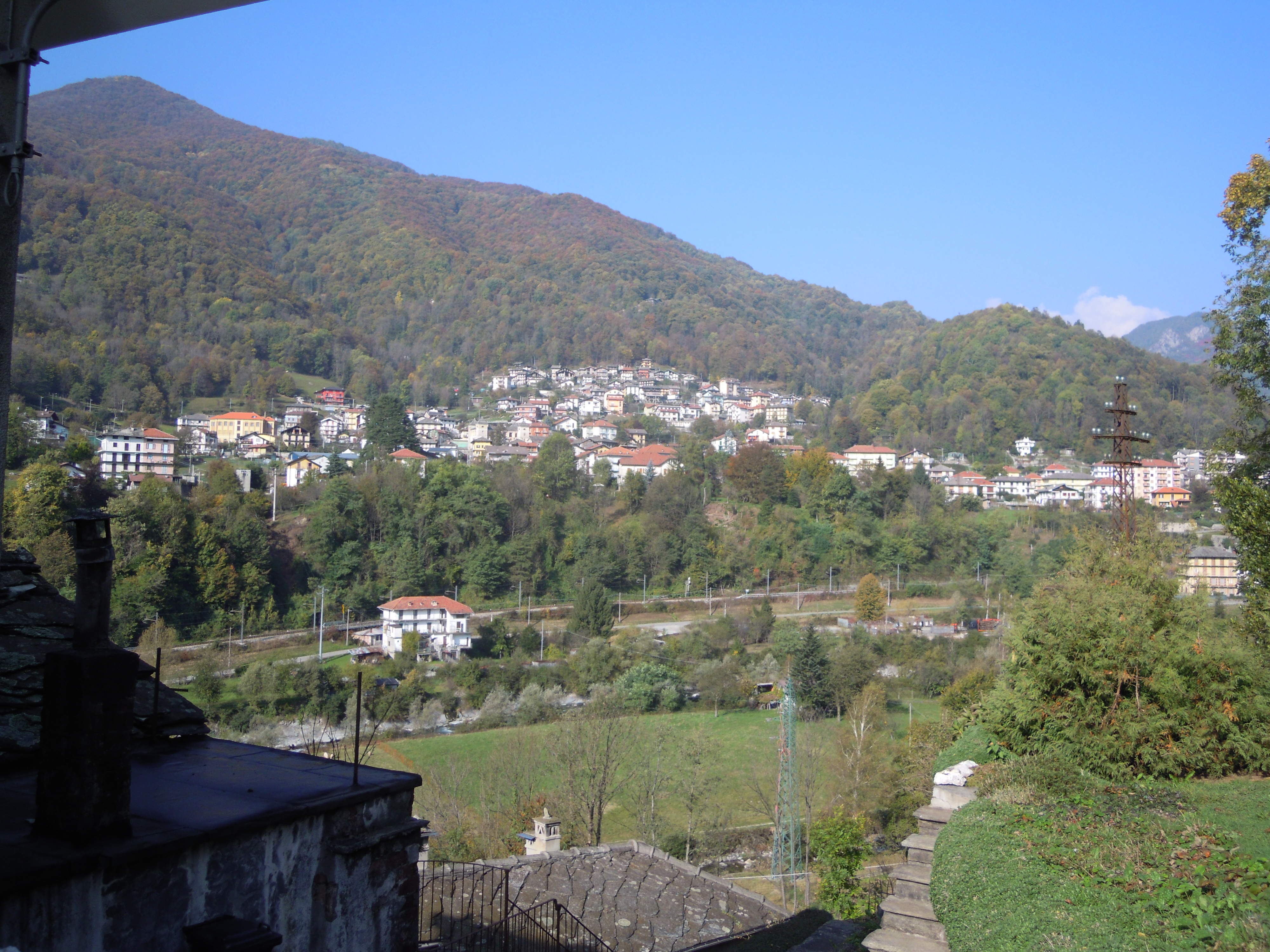
Mezzenile dalle alture di Pessinetto

Mezzenile si trova nelle Valli di Lanzo. Il capoluogo è situato in destra idrografica della Stura di Lanzo, e il territorio comunale dal fondovalle si spinge fino al crinale che separa la valle principale della Stura dalla Valle di Viù. Comprende l'Uja di Calcante.

## Storia

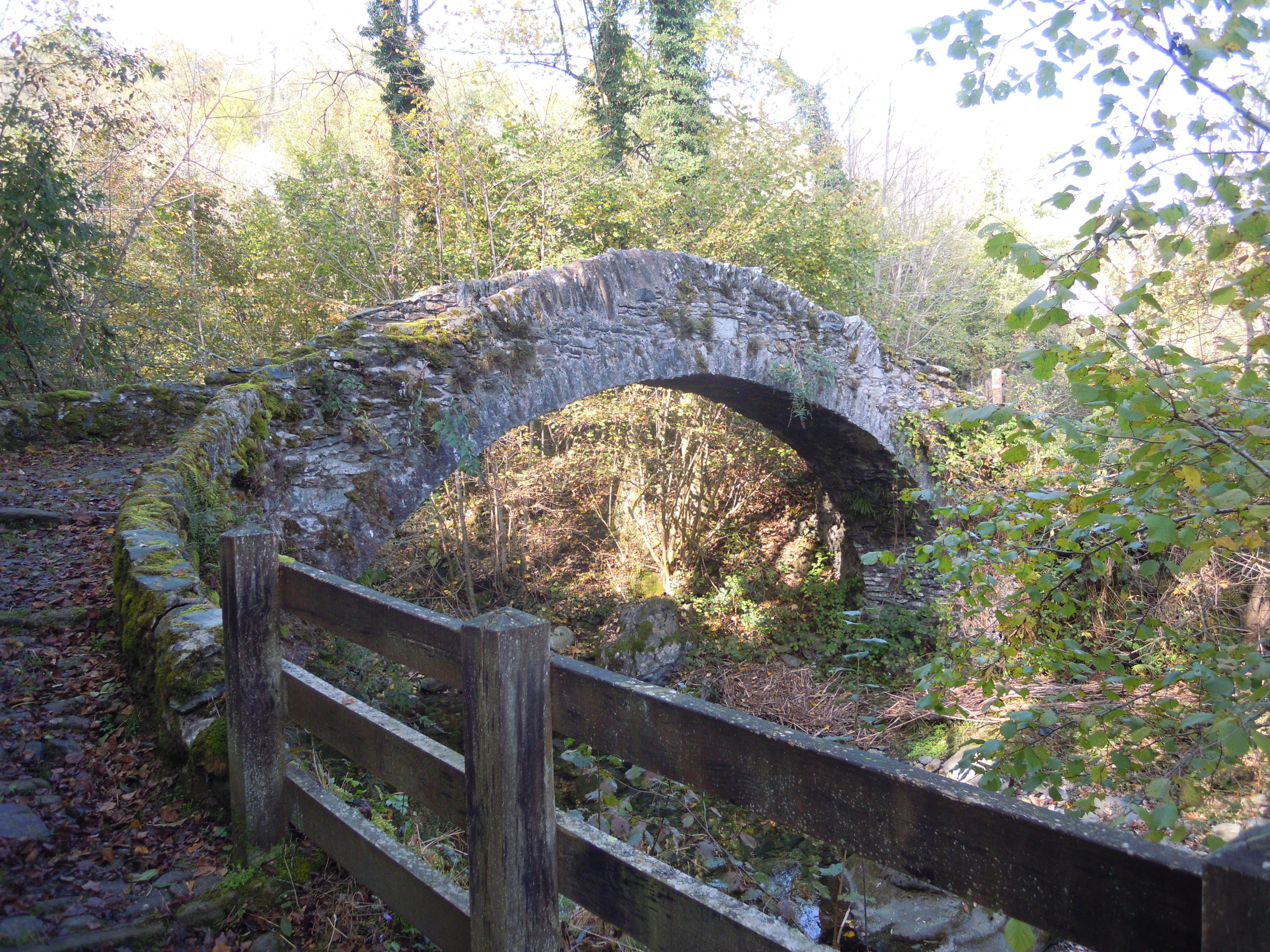
Ponte sulla mulattiera che dal 1741 consente di attraversare il rio Caudana

Il comune di Mezzenile si estendeva un tempo verso nord comprendendo anche il paese di Pessinetto.
Il 14 aprile 1577 fu infeudato del territorio, Filippo I d'Este.
Nel 1724 fu infeudato al senatore Guglielmo Beltramo di Monasterolo. Dopo la morte di quest'ultimo, avvenuta nel 1791 senza che fossero stati individuati eredi, il feudo passò nel 1793 a Michele Antonio Francesetti, Conte di Hautecourt, dietro al pagamento di una somma di lire 14 000.

### Simboli
Lo stemma e il gonfalone sono stati concessi con decreto del presidente della Repubblica del 22 giugno 1973.
Lo stemma è trinciato di rosso e d’azzurro, la linea di partizione attraversata da una banda d'argento, caricata di otto chiodi di nero posti in sbarra.
Il gonfalone è un drappo trinciato di azzurro e di rosso.

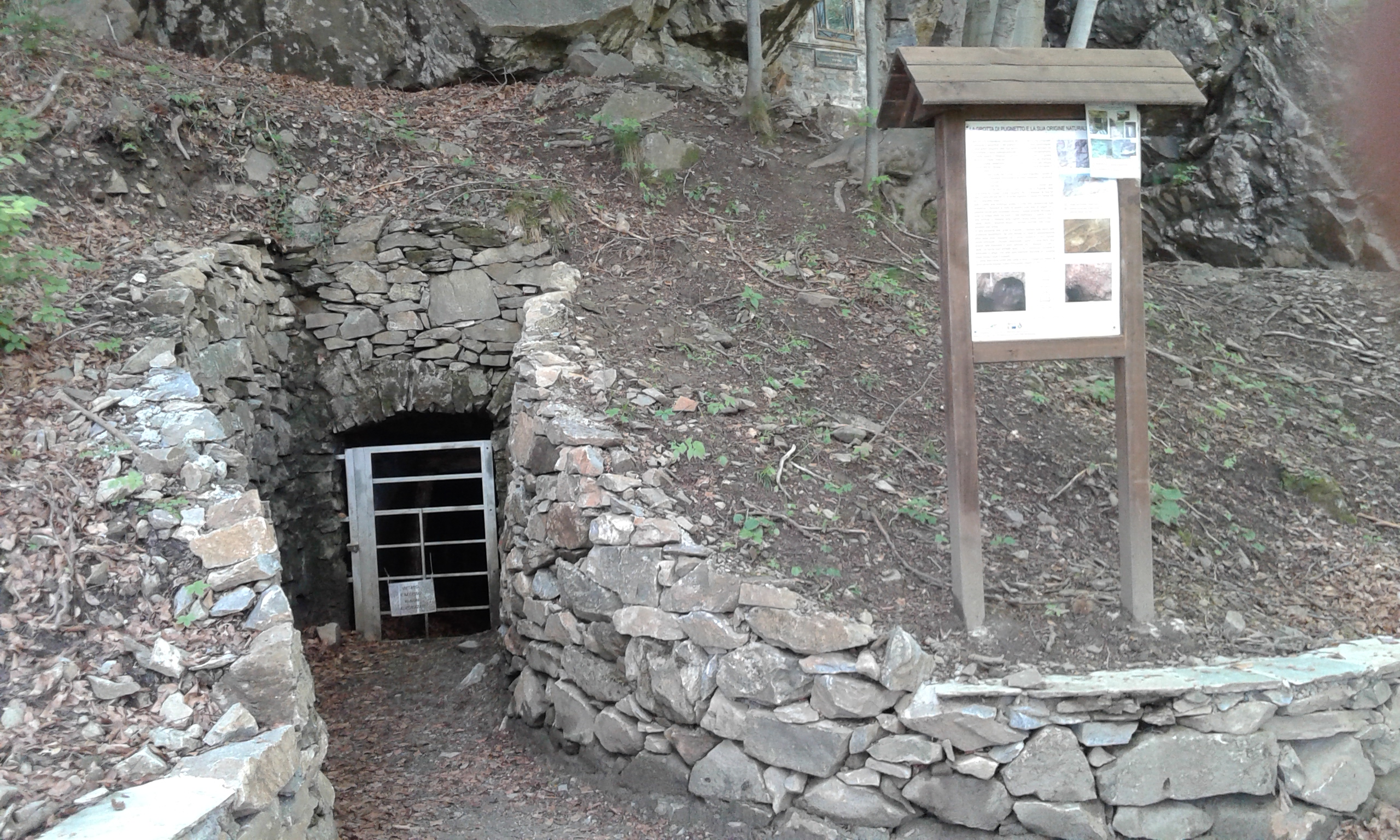
Ingresso Grotte di Pugnetto

## Monumenti e luoghi d'interesse
- Parrocchiale di San Martino Vescovo: venne consacrata nel 1868, ma l'edificio è molto più antico, ed il campanile conserva ancora alcune strutture risalenti al periodo romanico
- Ecomuseo dei chiodaioli: collocato in frazione Forneri, ricorda una delle principali attività economiche un tempo presenti sul territorio comunale
- Castello dei Conti Francesetti: legato ai feudatari del paese, i conti Francesetti, è principalmente caratterizzato dagli interventi ottocenteschi sull'edificio
- Interessante è anche la visita alle grotte di Pugnetto, le più lunghe d'Italia tra quelle che si aprono nel calcescisto. Si tratta di un sito protetto dall'Unione europea nell'ambito della rete Natura 2000 per la fauna ipogea endemica[7]
- Laghetti di Sumiana: collocati a 1165 metri di quota sono circondati da fitti boschi di faggi e larici

## Società

### Evoluzione demografica
In centodieci anni, dal 1911 ad oggi, il comune ha subito un forte spopolamento, perdendo il 69% dei suoi abitanti.
Abitanti censiti

## Amministrazione

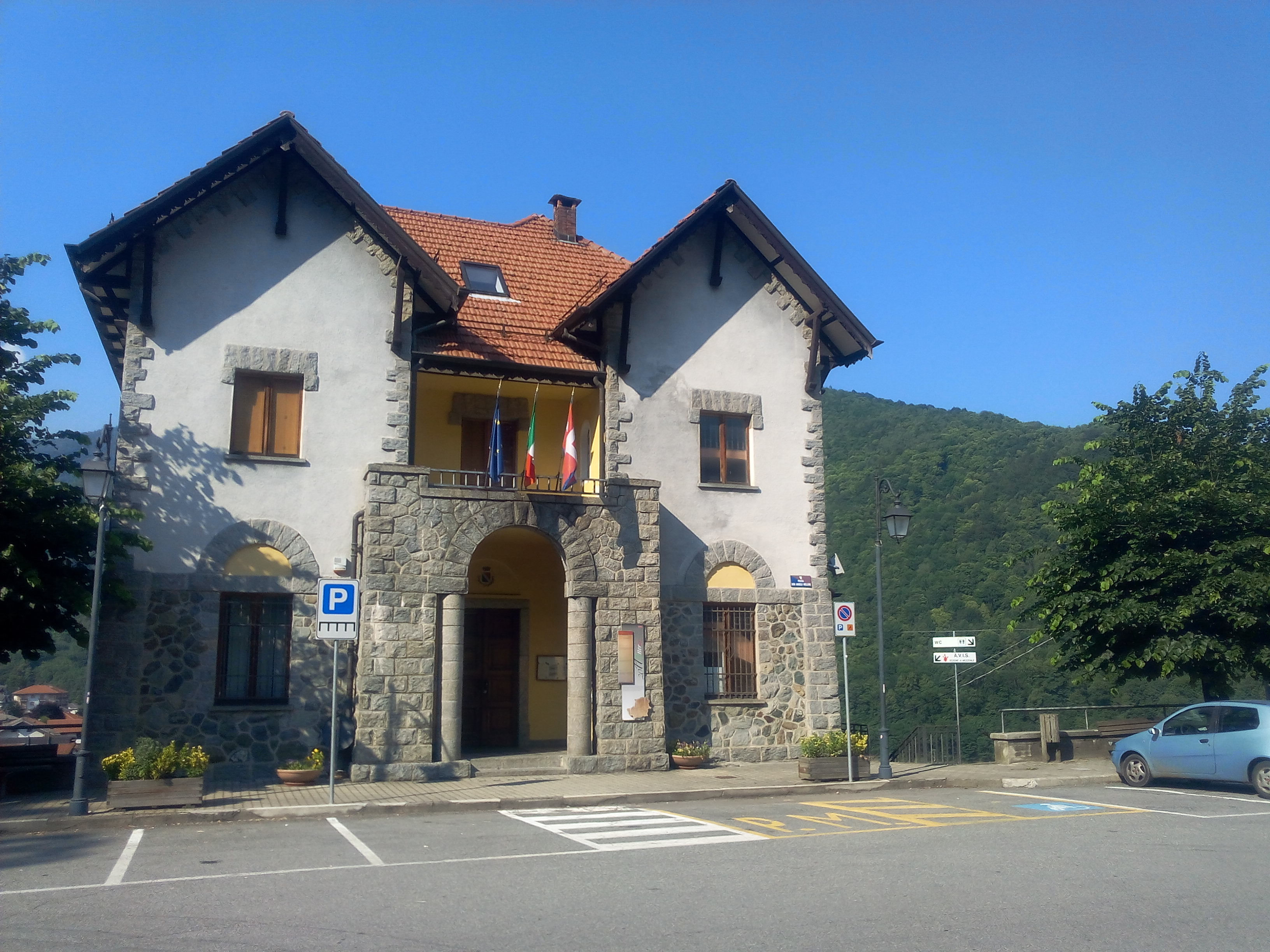
Il municipio

| Periodo | Periodo   | Primo cittadino         | Partito                                   | Carica  | Note |
| ------- | --------- | ----------------------- | ----------------------------------------- | ------- | ---- |
| 1985    | 1995      | Sergio Geninatti Togli  | Democrazia Cristiana                      | Sindaco |      |
| 1995    | 1999      | Sergio Geninatti Togli  | Partito Popolare Italiano                 | Sindaco |      |
| 1999    | 2009      | Roberto Grappolo        | Lista civica                              | Sindaco |      |
| 2009    | 2014      | Umberto Pocchiola Viter | Lista civica                              | Sindaco |      |
| 2014    | 2019      | Roberto Grappolo        | Lista civica Insieme per Mezzenile        | Sindaco |      |
| 2019    | in carica | Sergio Pocchiola Viter  | Lista civica Mezzenile un paese in comune | Sindaco |      |

### Altre informazioni amministrative
Il comune di Mezzenile fa parte dell'Unione dei Comuni montani delle Valli di Lanzo, Ceronda e Casternone, ex Comunità montana Valli di Lanzo, Ceronda e Casternone.